# Francesco Akira
Francesco Akira Begnini (né le 12 novembre 1999 à Bergame, en Italie) est un catcheur (lutteur professionnel) italien, qui travaille pour la New Japan Pro Wrestling.

## Carrière de catcheur

### All Japan Pro Wrestling (2019–2021)
Le 24 octobre, lui et Rising HAYATO perdent contre Purple Haze (Zeus et Izanagi) et ne remportent pas les AJPW All Asia Tag Team Championship.
il participe ensuite  à la Jr. Battle of Glory 2021 qu'il remporte en battant El Lindaman en finale. Le 26 juin, il bat Koji Iwamoto et remporte le AJPW World Junior Heavyweight Championship.

### New Japan Pro Wrestling (2022–...)
Lors de Hyper Battle 2022, il effectue ces débuts à la New Japan Pro Wrestling en étant révélé comme le protégé de Will Ospreay, "Bruciare", et le nouveau membre de The United Empire, qui avait été teasé le mois dernier et annonce sa participation au Best of the Supers Juniors 2022.
Le 20 juin, lui et TJP battent Six Or Nine (Master Wato et Ryusuke Taguchi) et remportent les IWGP Junior Heavyweight Tag Team Championship,.
Lors de Dominion 6.4 In Osaka-Jo Hall, ils battent Intergalactic Jet Setters et remportent les IWGP Junior Heavyweight Tag Team Championship pour la deuxiéme fois. Après le match, ils sont confrontés à Clark Connors, qui leur lance un défi aux côtés d'un partenaire mystérieux, avant que leur coéquipier de The United Empire, Dan Moloney, ne se révèle être le partenaire de Connors, après qu'il s'est retourné contre eux pour rejoindre le Bullet Club.

## Palmarès
- Adriatic Special Combat Academy
  - 1 fois ASCA Tag Team Championship avec Gravity

- All Japan Pro Wrestling
  - 1 fois AJPW World Junior Heavyweight Championship
  - Jr. Battle of Glory (2021)

- Italian Championship Wrestling
  - 1 fois ICW Italian Tag Team Championship avec Gravity

- New Japan Pro Wrestling
  - 3 fois IWGP Junior Heavyweight Tag Team Championship avec TJP (actuel)

## Récompenses des magazines
- Pro Wrestling Illustrated

| Année | 2021 | 2022 | 2023 |
| ----- | ---- | ---- | ---- |
| Rang  | 306  | 264  | 328  |